# Груповий етап Ліги чемпіонів УЄФА 2017—2018
Матчі групового етапу Ліги чемпіонів УЄФА 2017–2018 проходили з 12 вересня по 6 грудня 2017 року.
Формат турніру не зазнав змін у порівнянні з попереднім розіграшем. У груповому етапі брали участь 32 клуби: 22 команди, які отримали автоматичну кваліфікацію, і 10 переможців четвертого кваліфікаційного раунду (п'ять з чемпіонської і п'ять з нечемпіонської кваліфікації).
Клуби були розділені на 8 груп по 4 команди в кожній. 16 команд, що посіли в групі перші два місця, пройшли до плей-оф. Команди, що посіли третє місце, перейшли до Ліги Європи на стадію 1/16 фіналу.
У цьому сезоні груповий етап Ліги чемпіонів став найрезультативнішим в історії турніру. В ньому команди зуміли в 96 матчах забити 306 голів.

## Географія турніру
У груповому етапі Ліги чемпіонів УЄФА 2017/18 представлені національні ліги наступних країн:
- Англія — 5 команд;

- Іспанія — 4 команди;
- Німеччина, Італія, Португалія — по 3 команди;
- Росія, Франція — по 2 команди;
- Азербайджан, Бельгія, Греція, Кіпр, Нідерланди, Словенія, Туреччина, Україна, Швейцарія, Шотландія — по 1 команді.

 Атлетіко Мадрид

 Реал Мадрид
 Челсі

 Тоттенгем Готспур
 Бенфіка

 Спортінг
 Манчестер Юнайтед

 Манчестер Сіті
 ЦСКА

 Спартак
 Коричневий: група A;  червоний: група B; : група C;  жовтий: група D;

## Жеребкування
Жеребкування відбулося 24 серпня у «Грімальді-Форум» у Монако.
32 команди розподілені за клубним рейтингом УЄФА 2017. Володар трофею та чемпіони перших 7 за рейтингом асоціацій автоматично потрапляють у 1-й кошик. Якщо власник титулу є одночасно чемпіоном семи найвищих асоціацій, то до першого кошику включається також чемпіон восьмої асоціації. Таким чином у перший кошик потрапив і донецький «Шахтар», оскільки «Реал Мадрид» виграв і Лігу чемпіонів, і чемпіонат Іспанії в попередньому сезоні.
За допомогою жеребкування команди були розподілені на 8 групи по 4 команди у кожній. Команди з однієї асоціації не можуть бути в одній групі. Також 17 липня 2014 року комісія УЄФА ухвалила рішення про те, що українські та російські клуби не будуть грати один проти одного «до подальшого повідомлення» через політичні проблеми між країнами.
Більш того, для максимального телеспостереження, команди з однієї асоціації рівномірно розподіляли у дві половини з чотирьох груп (A-D, E-H). Перша половина проводила матчі у вівторок, а друга — в середу, після чого половини чергуються між кожним туром. Також були обмеження щодо планування: наприклад, команди одного міста (наприклад, «Реал Мадрид» та «Атлетіко Мадрид») взагалі не могли грати вдома в одному і тому ж турі (щоб команди одного міста не грали вдома в один день або два дні поспіль, через логістику та управління натовпом), а команди в деяких країнах (наприклад, Росія та Азербайджан) не могли грати вдома в останньому турі (через холодну погоду та необхідність одночасного старту усіх матчів).
У кожній групі команди грають одна з одною по 2 матчі: вдома та на виїзді (за круговою системою). Команди, що посіли перше та друге місця виходять у плей-оф. Команди, що посіли треті місця вибувають до Ліги Європи УЄФА.
| Тур | Матчі        |
| --- | ------------ |
| 1   | 2 v 3, 4 v 1 |
| 2   | 1 v 2, 3 v 4 |
| 3   | 3 v 1, 2 v 4 |

| Тур | Матчі        |
| --- | ------------ |
| 4   | 1 v 3, 4 v 2 |
| 5   | 3 v 2, 1 v 4 |
| 6   | 2 v 1, 4 v 3 |

## Команди
Всього на груповій стадії турніру беруть участь 32 команди, 22 команди починають участь з групової стадії, а 10 команд пробиваються через кваліфікацію. Всі команди, що потрапили в групову стадію, посіяні в чотири кошики на основі їх положення в рейтингу коефіцієнтів УЄФА на 2016 рік. В першому кошику розташовуються чемпіони перших семи країн в таблиці коефіцієнтів УЄФА і володар кубка чемпіонів.
| Ключ до кольорів у таблицях груп                                                         |
| ---------------------------------------------------------------------------------------- |
| Переможці груп та команди, що посіли другі місця, проходять в 1/8 фіналу турніру         |
| Команди, що посіли треті місця в своїх групах, переходять в 1/16 фіналу Ліги Європи УЄФА |
| Команди, що посіли четверті місця у своїх групах, закінчують виступ у єврокубках         |

| Корзина 1        | Корзина 1 |
| Команда          | Коеф.     |
| ---------------- | --------- |
| Реал Мадрид      | 176,999   |
| Баварія          | 154,899   |
| Ювентус          | 140,666   |
| Бенфіка          | 111,866   |
| Челсі            | 106,192   |
| Шахтар           | 87,526    |
| Монако           | 62,333    |
| Спартак (Москва) | 18,606    |

| Корзина 2           | Корзина 2 |
| Команда             | Коеф.     |
| ------------------- | --------- |
| Барселона           | 151,999   |
| Атлетіко Мадрид     | 142,999   |
| ПСЖ                 | 126,333   |
| Боруссія (Дортмунд) | 124,899   |
| Севілья             | 112,999   |
| Манчестер Сіті      | 100,135   |
| Порту               | 98,866    |
| Манчестер Юнайтед   | 95,192    |

| Корзина 3          | Корзина 3 |
| Команда            | Коеф.     |
| ------------------ | --------- |
| Наполі             | 88,666    |
| Тоттенгем Готспур  | 77,078    |
| Базель             | 74,415    |
| Олімпіакос (Пірей) | 64,580    |
| Андерлехт          | 58,480    |
| Ліверпуль          | 56,135    |
| Рома               | 53,666    |
| Бешикташ           | 45,840    |

| Корзина 4          | Корзина 4 |
| Команда            | Коеф.     |
| ------------------ | --------- |
| Селтік             | 42,785    |
| ЦСКА               | 39,606    |
| Спортінг (Лісабон) | 36,866    |
| АПОЕЛ              | 26,210    |
| Феєнорд            | 23,212    |
| Марибор            | 21,212    |
| Карабах            | 18,050    |
| РБ Лейпциг         | 15,899    |

## Групи
Дні матчів: 12-13 вересня, 26-27 вересня, 17-18 жовтня, 31 жовтня-1 листопада, 21-22 листопада та 5-6 грудня 2017 року. Час матчу був 20:45 CEST/CET, за винятком певних матчів з географічних причин.
Час до 28 жовтня 2017 року (тури 1-3) — CEST (UTC+2), після чого (тури 4-6) час був CET (UTC+1).

### Група A
| Поз | Команда           | І | В | Н | П | ГЗ | ГП | РГ  | О  | Кваліфікація  |  | МЮ  | БАЗ | ЦСКА | БЕН |
| --- | ----------------- | - | - | - | - | -- | -- | --- | -- | ------------- |  | --- | --- | ---- | --- |
| 1   | Манчестер Юнайтед | 6 | 5 | 0 | 1 | 12 | 3  | +9  | 15 | У плей-оф     |  | —   | 3–0 | 2–1  | 2–0 |
| 2   | Базель            | 6 | 4 | 0 | 2 | 11 | 5  | +6  | 12 | У плей-оф     |  | 1–0 | —   | 1–2  | 5–0 |
| 3   | ЦСКА              | 6 | 3 | 0 | 3 | 8  | 10 | −2  | 9  | У Лігу Європи |  | 1–4 | 0–2 | —    | 2–0 |
| 4   | Бенфіка           | 6 | 0 | 0 | 6 | 1  | 14 | −13 | 0  |               |  | 0–1 | 0–2 | 1–2  | —   |

| 12 вересня 2017 20:45 |

| Бенфіка       | 1–2      | ЦСКА                                 |
| ------------- | -------- | ------------------------------------ |
| Сеферович 50' | Протокол | Вітіньйо 63' (пен.) Жамалетдінов 71' |

| Да Луж, Лісабон Глядачів: 38,323 Арбітр: Альберто Ундіано Мальєнко (Іспанія) |

| 12 вересня 2017 20:45 |

| Манчестер Юнайтед                   | 3–0      | Базель |
| ----------------------------------- | -------- | ------ |
| Феллаїні 35' Лукаку 53' Рашфорд 84' | Протокол |        |

| Олд Траффорд, Манчестер Глядачів: 73,854 Арбітр: Рудді Буке (Франція) |

| 27 вересня 2017 20:45 |

| Базель                                                          | 5–0      | Бенфіка |
| --------------------------------------------------------------- | -------- | ------- |
| Ланг 2' Оберлен 20', 69' ван Волфсвінкел 60' (пен.) Ріверос 76' | Протокол |         |

| Санкт-Якоб Парк, Базель Глядачів: 34,111 Арбітр: Крейг Томсон, Шотландія |

| 27 вересня 2017 20:45 |

| ЦСКА       | 1–4      | Манчестер Юнайтед                               |
| ---------- | -------- | ----------------------------------------------- |
| Кучаєв 90' | Протокол | Лукаку 4', 27' Марсьяль 19' (пен.) Мхітарян 57' |

| ЗЕБ Арена, Москва Глядачів: 29,073 Арбітр: Йонас Ерікссон, Швеція |

| 18 жовтня 2017 20:45 |

| ЦСКА | 0–2      | Базель                |
| ---- | -------- | --------------------- |
|      | Протокол | Джака 29' Оберлен 90' |

| ЗЕБ Арена, Москва Глядачів: 27,996 Арбітр: Бйорн Кейперс, Нідерланди |

| 18 жовтня 2017 20:45 |

| Бенфіка | 0–1      | Манчестер Юнайтед |
| ------- | -------- | ----------------- |
|         | Протокол | Рашфорд 64'       |

| Да Луж, Лісабон Глядачів: 57,684 Арбітр: Фелікс Цваєр, Німеччина |

| 31 жовтня 2017 20:45 |

| Базель     | 1–2      | ЦСКА                     |
| ---------- | -------- | ------------------------ |
| Дзуффі 32' | Протокол | Дзагоєв 65' Вернблум 79' |

| Санкт-Якоб Парк, Базель Глядачів: 33,303 Арбітр: Милорад Мажич, Сербія |

| 31 жовтня 2017 20:45 |

| Манчестер Юнайтед                | 2–0      | Бенфіка |
| -------------------------------- | -------- | ------- |
| Свілар 45' (аг) Блінд 78' (пен.) | Протокол |         |

| Олд Траффорд, Манчестер Глядачів: 74,437 Арбітр: Гедимінас Мажейка (Литва) |

| 22 листопада 2017 18:00 |

| ЦСКА                         | 2–0      | Бенфіка |
| ---------------------------- | -------- | ------- |
| Щенніков 13' Жардел 56' (аг) | Протокол |         |

| ЗЕБ Арена, Москва Глядачів: 27,709 Арбітр: Деніц Айтекін (Німеччина) |

| 22 листопада 2017 20:45 |

| Базель   | 1–0      | Манчестер Юнайтед |
| -------- | -------- | ----------------- |
| Ланг 89' | Протокол |                   |

| Санкт-Якоб Парк, Базель Глядачів: 36,000 Арбітр: Даніеле Орсато (Італія) |

| 5 грудня 2017 20:45 |

| Бенфіка | 0–2      | Базель                   |
| ------- | -------- | ------------------------ |
|         | Протокол | Ельюнуссі 5' Оберлен 65' |

| Да Луж, Лісабон Глядачів: 22,470 Арбітр: Хесус Хіль Мансано (Іспанія) |

| 5 грудня 2017 20:45 |

| Манчестер Юнайтед      | 2–1      | ЦСКА         |
| ---------------------- | -------- | ------------ |
| Лукаку 64' Рашфорд 66' | Протокол | Вітіньйо 45' |

| Олд Траффорд, Манчестер Глядачів: 74,669 Арбітр: Джанлука Роккі (Італія) |

### Група B
| Поз | Команда   | І | В | Н | П | ГЗ | ГП | РГ  | О  | Кваліфікація  |  | ПСЖ | БАВ | СЕЛ | АНД |
| --- | --------- | - | - | - | - | -- | -- | --- | -- | ------------- |  | --- | --- | --- | --- |
| 1   | ПСЖ       | 6 | 5 | 0 | 1 | 25 | 4  | +21 | 15 | У плей-оф     |  | —   | 3–0 | 7–1 | 5–0 |
| 2   | Баварія   | 6 | 5 | 0 | 1 | 13 | 6  | +7  | 15 | У плей-оф     |  | 3–1 | —   | 3–0 | 3–0 |
| 3   | Селтік    | 6 | 1 | 0 | 5 | 5  | 18 | −13 | 3  | У Лігу Європи |  | 0–5 | 1–2 | —   | 0–1 |
| 4   | Андерлехт | 6 | 1 | 0 | 5 | 2  | 17 | −15 | 3  |               |  | 0–4 | 1–2 | 0–3 | —   |

1. 1 2  За особистими зустрічами ПСЖ займає вище місце (3:0, 1:3)
2. 1 2  За особистими зустрічами «Селтік» займає вище місце (0:1, 3:0)

| 12 вересня 2017 20:45 |

| Баварія                                            | 3–0      | Андерлехт |
| -------------------------------------------------- | -------- | --------- |
| Левандовський 12' (пен.) Алькантара 65' Кімміх 90' | Протокол |           |

| Альянц Арена, Мюнхен Глядачів: 70,000 Арбітр: Паоло Тальявенто (Італія) |

| 12 вересня 2017 20:45 |

| Селтік | 0–5      | ПСЖ                                                          |
| ------ | -------- | ------------------------------------------------------------ |
|        | Протокол | Неймар 19' Мбаппе 34' Кавані 40' (пен.), 85' Лустіг 83' (аг) |

| Селтік Парк, Глазго Глядачів: 57,562 Арбітр: Даніеле Орсато (Італія) |

| 27 вересня 2017 20:45 |

| ПСЖ                                 | 3–0      | Баварія |
| ----------------------------------- | -------- | ------- |
| Дані Алвес 2' Кавані 31' Неймар 63' | Протокол |         |

| Парк де Пренс, Париж Глядачів: 46,252 Арбітр: Антоніо Матео Лаос (Іспанія) |

| 27 вересня 2017 20:45 |

| Андерлехт | 0–3      | Селтік                                 |
| --------- | -------- | -------------------------------------- |
|           | Протокол | Гріффітс 38' Робертс 50' Сінклер 90+3' |

| Констант Ванден Сток, Андерлехт Глядачів: 19,898 Арбітр: Хесус Хіль Мансано (Іспанія) |

| 18 жовтня 2017 20:45 |

| Андерлехт | 0–4      | ПСЖ                                          |
| --------- | -------- | -------------------------------------------- |
|           | Протокол | Мбаппе 3' Кавані 44' Неймар 66' Ді Марія 88' |

| Констант Ванден Сток, Андерлехт Глядачів: 19,108 Арбітр: Павел Краловець (Чехія) |

| 18 жовтня 2017 20:45 |

| Баварія                            | 3–0      | Селтік |
| ---------------------------------- | -------- | ------ |
| Мюллер 17' Кімміх 29' Гуммельс 51' | Протокол |        |

| Альянц Арена, Мюнхен Глядачів: 70,000 Арбітр: Сергій Карасьов (Росія) |

| 31 жовтня 2017 20:45 |

| ПСЖ                                             | 5–0      | Андерлехт |
| ----------------------------------------------- | -------- | --------- |
| Верратті 30' Неймар 45+4' Кюрзава 52', 72', 78' | Протокол |           |

| Парк де Пренс, Париж Глядачів: 46,403 Арбітр: Давід Фернандес Борбалан (Іспанія) |

| 31 жовтня 2017 20:45 |

| Селтік        | 1–2      | Баварія                |
| ------------- | -------- | ---------------------- |
| Макгрегор 74' | Протокол | Коман 22' Мартінес 77' |

| Селтік Парк, Глазго Глядачів: 58,269 Арбітр: Данні Маккелі (Нідерланди) |

| 22 листопада 2017 20:45 |

| Андерлехт | 1–2      | Баварія                       |
| --------- | -------- | ----------------------------- |
| Ганні 63' | Протокол | Левандовський 51' Толіссо 77' |

| Констант Ванден Сток, Андерлехт Глядачів: 19,753 Арбітр: Ентоні Тейлор (Англія) |

| 22 листопада 2017 20:45 |

| ПСЖ                                                                   | 7–1      | Селтік     |
| --------------------------------------------------------------------- | -------- | ---------- |
| Неймар 9', 22' Кавані 28', 79' Мбаппе 35' Верратті 75' Дані Алвес 80' | Протокол | Дембеле 1' |

| Парк де Пренс, Париж Глядачів: 46,288 Арбітр: Анастасіос Сідіропулос (Греція) |

| 5 грудня 2017 20:45 |

| Баварія                           | 3–1      | ПСЖ        |
| --------------------------------- | -------- | ---------- |
| Левандовський 8' Толіссо 37', 69' | Протокол | Мбаппе 50' |

| Альянц Арена, Мюнхен Глядачів: 70,000 Арбітр: Джюнейт Чакир (Туреччина) |

| 5 грудня 2017 20:45 |

| Селтік | 0–1      | Андерлехт          |
| ------ | -------- | ------------------ |
|        | Протокол | Шимунович 62' (аг) |

| Селтік Парк, Глазго Глядачів: 57,931 Арбітр: Матей Юг (Словенія) |

### Група C
| Поз | Команда  | І | В | Н | П | ГЗ | ГП | РГ  | О  | Кваліфікація  |  | РОМ | ЧЕЛ | АТМ | КАР |
| --- | -------- | - | - | - | - | -- | -- | --- | -- | ------------- |  | --- | --- | --- | --- |
| 1   | Рома     | 6 | 3 | 2 | 1 | 9  | 6  | +3  | 11 | У плей-оф     |  | —   | 3–0 | 0–0 | 1–0 |
| 2   | Челсі    | 6 | 3 | 2 | 1 | 16 | 8  | +8  | 11 | У плей-оф     |  | 3–3 | —   | 1–1 | 6–0 |
| 3   | Атлетіко | 6 | 1 | 4 | 1 | 5  | 4  | +1  | 7  | У Лігу Європи |  | 2–0 | 1–2 | —   | 1–1 |
| 4   | Карабах  | 6 | 0 | 2 | 4 | 2  | 14 | −12 | 2  |               |  | 1–2 | 0–4 | 0–0 | —   |

1. 1 2  За особистими зустрічами «Рома» займає вище місце (3:0, 3:3)

| 12 вересня 2017 20:45 |

| Челсі                                                                               | 6–0      | Карабах |
| ----------------------------------------------------------------------------------- | -------- | ------- |
| Педро 5' Дзаппакоста 30' Аспілікуета 55' Бакайоко 71' Батшуаї 76' Медведєв 82' (аг) | Протокол |         |

| Стемфорд Бридж, Лондон Глядачів: 41,150 Арбітр: Анастасіос Сідіропулос (Греція) |

| 12 вересня 2017 20:45 |

| Рома | 0–0      | Атлетіко |
| ---- | -------- | -------- |
|      | Протокол |          |

| Олімпійський стадіон, Рим Глядачів: 36,064 Арбітр: Милорад Мажич, Сербія |

| 27 вересня 2017 18:00 |

| Карабах          | 1–2      | Рома                 |
| ---------------- | -------- | -------------------- |
| Педро Енріке 28' | Протокол | Манолас 7' Джеко 15' |

| Олімпійський стадіон, Баку Глядачів: 67,200 Арбітр: Артур Соареш Діаш (Португалія) |

| 27 вересня 2017 20:45 |

| Атлетіко            | 1–2      | Челсі                    |
| ------------------- | -------- | ------------------------ |
| Грізманн 40' (пен.) | Протокол | Мората 60' Батшуаї 90+3' |

| Ванда Метрополітано, Мадрид Глядачів: 60,643 Арбітр: Джюнейт Чакир (Туреччина) |

| 18 жовтня 2017 18:00 |

| Карабах | 0–0      | Атлетіко |
| ------- | -------- | -------- |
|         | Протокол |          |

| Олімпійський стадіон, Баку Глядачів: 47,923 Арбітр: Рудді Буке (Франція) |

| 18 жовтня 2017 20:45 |

| Челсі                        | 3–3      | Рома                       |
| ---------------------------- | -------- | -------------------------- |
| Давід Луїс 11' Азар 37', 75' | Протокол | Коларов 40' Джеко 64', 70' |

| Стемфорд Бридж, Лондон Глядачів: 41,105 Арбітр: Дамир Скомина (Словенія) |

| 31 жовтня 2017 20:45 |

| Атлетіко   | 1–1      | Карабах   |
| ---------- | -------- | --------- |
| Партей 56' | Протокол | Мішел 40' |

| Ванда Метрополітано, Мадрид Глядачів: 55,893 Арбітр: Деніц Айтекін (Німеччина) |

| 31 жовтня 2017 20:45 |

| Рома                            | 3–0      | Челсі |
| ------------------------------- | -------- | ----- |
| Ель-Шаараві 1', 36' Перотті 63' | Протокол |       |

| Олімпійський стадіон, Рим Глядачів: 55,036 Арбітр: Йонас Ерікссон, Швеція |

| 22 листопада 2017 18:00 |

| Карабах | 0–4      | Челсі                                                |
| ------- | -------- | ---------------------------------------------------- |
|         | Протокол | Азар 21' (пен.) Вілліан 36', 85' Фабрегас 73' (пен.) |

| Олімпійський стадіон, Баку Глядачів: 67,100 Арбітр: Жорже Соуза (Португалія) |

| 22 листопада 2017 20:45 |

| Атлетіко                 | 2–0      | Рома |
| ------------------------ | -------- | ---- |
| Грізманн 69' Гамейро 85' | Протокол |      |

| Ванда Метрополітано, Мадрид Глядачів: 56,253 Арбітр: Бйорн Кейперс, Нідерланди |

| 5 грудня 2017 20:45 |

| Челсі          | 1–1      | Атлетіко  |
| -------------- | -------- | --------- |
| Савич 75' (аг) | Протокол | Сауль 56' |

| Стемфорд Бридж, Лондон Глядачів: 40,875 Арбітр: Данні Маккелі (Нідерланди) |

| 5 грудня 2017 20:45 |

| Рома        | 1–0      | Карабах |
| ----------- | -------- | ------- |
| Перотті 53' | Протокол |         |

| Олімпійський стадіон, Рим Глядачів: 34,258 Арбітр: Тобіас Штілер (Німеччина) |

### Група D
| Поз | Команда            | І | В | Н | П | ГЗ | ГП | РГ | О  | Кваліфікація  |  | БАР | ЮВЕ | СПО | ОЛІ |
| --- | ------------------ | - | - | - | - | -- | -- | -- | -- | ------------- |  | --- | --- | --- | --- |
| 1   | Барселона          | 6 | 4 | 2 | 0 | 9  | 1  | +8 | 14 | У плей-оф     |  | —   | 3–0 | 2–0 | 3–1 |
| 2   | Ювентус            | 6 | 3 | 2 | 1 | 7  | 5  | +2 | 11 | У плей-оф     |  | 0–0 | —   | 2–1 | 2–0 |
| 3   | Спортінг (Лісабон) | 6 | 2 | 1 | 3 | 8  | 9  | −1 | 7  | У Лігу Європи |  | 0–1 | 1–1 | —   | 3–1 |
| 4   | Олімпіакос (Пірей) | 6 | 0 | 1 | 5 | 4  | 13 | −9 | 1  |               |  | 0–0 | 0–2 | 2–3 | —   |

| 12 вересня 2017 20:45 |

| Барселона                  | 3–0      | Ювентус |
| -------------------------- | -------- | ------- |
| Мессі 45', 69' Ракитич 56' | Протокол |         |

| Камп Ноу, Барселона Глядачів: 78,656 Арбітр: Дамир Скомина (Словенія) |

| 12 вересня 2017 20:45 |

| Олімпіакос       | 2–3      | Спортінг (Лісабон)                  |
| ---------------- | -------- | ----------------------------------- |
| Пардо 89', 90+3' | Протокол | Думбіа 2' Мартінш 13' Фернандеш 43' |

| Георгіос Караїскакіс, Пірей Глядачів: 30,168 Арбітр: Віктор Кашшаї (Угорщина) |

| 27 вересня 2017 20:45 |

| Спортінг (Лісабон) | 0–1      | Барселона       |
| ------------------ | -------- | --------------- |
|                    | Протокол | Коатес 49' (аг) |

| Жозе Алваладе, Лісабон Глядачів: 48,575 Арбітр: Овідіу Гацеган (Румунія) |

| 27 вересня 2017 20:45 |

| Ювентус                  | 2–0      | Олімпіакос |
| ------------------------ | -------- | ---------- |
| Ігуаїн 69' Манджукич 80' | Протокол |            |

| Ювентус Стедіум, Турин Глядачів: 33,460 Арбітр: Тобіас Штілер (Німеччина) |

| 18 жовтня 2017 20:45 |

| Ювентус                  | 2–1      | Спортінг (Лісабон)    |
| ------------------------ | -------- | --------------------- |
| П'янич 29' Манджукич 84' | Протокол | Алекс Сандро 12' (аг) |

| Ювентус Стедіум, Турин Глядачів: 36,288 Арбітр: Майкл Олівер (Англія) |

| 18 жовтня 2017 20:45 |

| Барселона                           | 3–1      | Олімпіакос  |
| ----------------------------------- | -------- | ----------- |
| Ніколау 18' (аг) Мессі 61' Дінь 64' | Протокол | Ніколау 90' |

| Камп Ноу, Барселона Глядачів: 55,026 Арбітр: Вільям Каллам (Шотландія) |

| 31 жовтня 2017 20:45 |

| Спортінг (Лісабон) | 1–1      | Ювентус    |
| ------------------ | -------- | ---------- |
| Бруно Сезар 20'    | Протокол | Ігуаїн 79' |

| Жозе Алваладе, Лісабон Глядачів: 48,442 Арбітр: Клеман Тюрпен (Франція) |

| 31 жовтня 2017 20:45 |

| Олімпіакос | 0–0      | Барселона |
| ---------- | -------- | --------- |
|            | Протокол |           |

| Георгіос Караїскакіс, Пірей Глядачів: 31,600 Арбітр: Ентоні Тейлор (Англія) |

| 22 листопада 2017 20:45 |

| Ювентус | 0–0      | Барселона |
| ------- | -------- | --------- |
|         | Протокол |           |

| Ювентус Стедіум, Турин Глядачів: 40,876 Арбітр: Милорад Мажич, Сербія |

| 22 листопада 2017 20:45 |

| Спортінг (Лісабон)            | 3–1      | Олімпіакос       |
| ----------------------------- | -------- | ---------------- |
| Дост 40', 66' Бруно Сезар 43' | Протокол | Оджиджа-Офое 86' |

| Жозе Алваладе, Лісабон Глядачів: 42,528 Арбітр: Фелікс Цваєр, Німеччина |

| 5 грудня 2017 20:45 |

| Барселона                     | 2–0      | Спортінг (Лісабон) |
| ----------------------------- | -------- | ------------------ |
| Алькасер 59' Матьє 90+1' (аг) | Протокол |                    |

| Камп Ноу, Барселона Глядачів: 48,336 Арбітр: Крейг Томсон, Шотландія |

| 5 грудня 2017 20:45 |

| Олімпіакос | 0–2      | Ювентус                      |
| ---------- | -------- | ---------------------------- |
|            | Протокол | Куадрадо 15' Бернардескі 90' |

| Георгіос Караїскакіс, Пірей Глядачів: 29,567 Арбітр: Давід Фернандес Борбалан (Іспанія) |

### Група E
| Поз | Команда   | І | В | Н | П | ГЗ | ГП | РГ  | О  | Кваліфікація  |  | ЛІВ | СЕВ | СПА | МАР |
| --- | --------- | - | - | - | - | -- | -- | --- | -- | ------------- |  | --- | --- | --- | --- |
| 1   | Ліверпуль | 6 | 3 | 3 | 0 | 23 | 6  | +17 | 12 | У плей-оф     |  | —   | 2–2 | 7–0 | 3–0 |
| 2   | Севілья   | 6 | 2 | 3 | 1 | 12 | 12 | 0   | 9  | У плей-оф     |  | 3–3 | —   | 2–1 | 3–0 |
| 3   | Спартак   | 6 | 1 | 3 | 2 | 9  | 13 | −4  | 6  | У Лігу Європи |  | 1–1 | 5–1 | —   | 1–1 |
| 4   | Марибор   | 6 | 0 | 3 | 3 | 3  | 16 | −13 | 3  |               |  | 0–7 | 1–1 | 1–1 | —   |

| 13 вересня 2017 20:45 |

| Марибор   | 1–1      | Спартак     |
| --------- | -------- | ----------- |
| Богар 85' | Протокол | Самедов 59' |

| Людські врт, Марибор Глядачів: 12,566 Арбітр: Деніц Айтекін (Німеччина) |

| 13 вересня 2017 20:45 |

| Ліверпуль             | 2–2      | Севілья                 |
| --------------------- | -------- | ----------------------- |
| Фірміно 21' Салах 37' | Протокол | Бен Єддер 5' Корреа 72' |

| Енфілд, Ліверпуль Глядачів: 52,332 Арбітр: Данні Маккелі (Нідерланди) |

| 26 вересня 2017 20:45 |

| Севілья                        | 3–0      | Марибор |
| ------------------------------ | -------- | ------- |
| Бен Єддер 27', 38', 83' (пен.) | Протокол |         |

| Рамон Санчес Пісхуан, Севілья Глядачів: 34,705 Арбітр: Олексій Кульбаков (Білорусь) |

| 26 вересня 2017 20:45 |

| Спартак      | 1–1      | Ліверпуль     |
| ------------ | -------- | ------------- |
| Фернандо 23' | Протокол | Коутіньйо 31' |

| Відкриття-Арена, Москва Глядачів: 43,376 Арбітр: Клеман Тюрпен (Франція) |

| 17 жовтня 2017 20:45 |

| Спартак                                                      | 5–1      | Севілья  |
| ------------------------------------------------------------ | -------- | -------- |
| Промес 18', 90' Мельгарехо 58' Глушаков 67' Луїс Адріану 74' | Протокол | К'єр 30' |

| Відкриття-Арена, Москва Глядачів: 44,307 Арбітр: Джанлука Роккі (Італія) |

| 17 жовтня 2017 20:45 |

| Марибор | 0–7      | Ліверпуль                                                                                 |
| ------- | -------- | ----------------------------------------------------------------------------------------- |
|         | Протокол | Фірміно 4', 54' Коутіньйо 13' Салах 19', 40' Окслейд-Чемберлен 86' Александер-Арнольд 90' |

| Людські врт, Марибор Глядачів: 12,506 Арбітр: Віктор Кашшаї (Угорщина) |

| 1 листопада 2017 20:45 |

| Севілья               | 2–1      | Спартак     |
| --------------------- | -------- | ----------- |
| Лангле 30' Банега 59' | Протокол | Зе Луїш 78' |

| Рамон Санчес Пісхуан, Севілья Глядачів: 38,002 Арбітр: Артур Соареш Діаш (Португалія) |

| 1 листопада 2017 20:45 |

| Ліверпуль                       | 3–0      | Марибор |
| ------------------------------- | -------- | ------- |
| Салах 49' Джан 64' Старрідж 90' | Протокол |         |

| Енфілд, Ліверпуль Глядачів: 47,957 Арбітр: Іван Кружляк (Словаччина) |

| 21 листопада 2017 18:00 |

| Спартак     | 1–1      | Марибор         |
| ----------- | -------- | --------------- |
| Зе Луїш 82' | Протокол | Мешанович 90+2' |

| Відкриття-Арена, Москва Глядачів: 42,920 Арбітр: Вільям Каллам (Шотландія) |

| 21 листопада 2017 20:45 |

| Севілья                                 | 3–3      | Ліверпуль                |
| --------------------------------------- | -------- | ------------------------ |
| Бен Єддер 51', 60' (пен.) Пісарро 90+3' | Протокол | Фірміно 2', 30' Мане 22' |

| Рамон Санчес Пісхуан, Севілья Глядачів: 39,495 Арбітр: Фелікс Брих (Німеччина) |

| 6 грудня 2017 20:45 |

| Марибор     | 1–1      | Севілья   |
| ----------- | -------- | --------- |
| Таварес 10' | Протокол | Гансо 75' |

| Людські врт, Марибор Глядачів: 11,976 Арбітр: Овідіу Гацеган (Румунія) |

| 6 грудня 2017 20:45 |

| Ліверпуль                                                         | 7–0      | Спартак |
| ----------------------------------------------------------------- | -------- | ------- |
| Коутіньйо 4' (пен.), 15', 50' Фірміно 19' Мане 47', 76' Салах 86' | Протокол |         |

| Енфілд, Ліверпуль Глядачів: 48,779 Арбітр: Шимон Марциняк (Польща) |

### Група F
| Поз | Команда        | І | В | Н | П | ГЗ | ГП | РГ | О  | Кваліфікація  |  | MC  | ШАХ | НАП | ФЕЄ |
| --- | -------------- | - | - | - | - | -- | -- | -- | -- | ------------- |  | --- | --- | --- | --- |
| 1   | Манчестер Сіті | 6 | 5 | 0 | 1 | 14 | 5  | +9 | 15 | У плей-оф     |  | —   | 2–0 | 2–1 | 1–0 |
| 2   | Шахтар         | 6 | 4 | 0 | 2 | 9  | 9  | 0  | 12 | У плей-оф     |  | 2–1 | —   | 2–1 | 3–1 |
| 3   | Наполі         | 6 | 2 | 0 | 4 | 11 | 11 | 0  | 6  | У Лігу Європи |  | 2–4 | 3–0 | —   | 3–1 |
| 4   | Феєнорд        | 6 | 1 | 0 | 5 | 5  | 14 | −9 | 3  |               |  | 0–4 | 1–2 | 2–1 | —   |

| 13 вересня 2017 20:45 |

| Феєнорд | 0–4      | Манчестер Сіті                              |
| ------- | -------- | ------------------------------------------- |
|         | Протокол | Стоунс 2', 63' Агуеро 10' Габріел Жезус 25' |

| Феєнорд, Роттердам Глядачів: 43,500 Арбітр: Шимон Марциняк (Польща) |

| 13 вересня 2017 20:45 |

| Шахтар                  | 2–1      | Наполі           |
| ----------------------- | -------- | ---------------- |
| Тайсон 15' Феррейра 58' | Протокол | Мілік 72' (пен.) |

| ОСК Металіст, Харків Глядачів: 32,679 Арбітр: Фелікс Цваєр, Німеччина |

| 26 вересня 2017 20:45 |

| Наполі                              | 3–1      | Феєнорд       |
| ----------------------------------- | -------- | ------------- |
| Інсіньє 7' Мертенс 49' Кальєхон 70' | Протокол | Амрабат 90+3' |

| Сан-Паоло, Неаполь Глядачів: 22,577 Арбітр: Вільям Каллам (Шотландія) |

| 26 вересня 2017 20:45 |

| Манчестер Сіті             | 2–0      | Шахтар |
| -------------------------- | -------- | ------ |
| Де Брюйне 48' Стерлінг 90' | Протокол |        |

| Сіті оф Манчестер, Манчестер Глядачів: 45,310 Арбітр: Жорже Соуза (Португалія) |

| 17 жовтня 2017 20:45 |

| Манчестер Сіті                | 2–1      | Наполі             |
| ----------------------------- | -------- | ------------------ |
| Стерлінг 9' Габріел Жезус 13' | Протокол | Діавара 73' (пен.) |

| Сіті оф Манчестер, Манчестер Глядачів: 48,520 Арбітр: Антоніо Матео Лаос (Іспанія) |

| 17 жовтня 2017 20:45 |

| Феєнорд    | 1–2      | Шахтар           |
| ---------- | -------- | ---------------- |
| Бергейс 8' | Протокол | Бернард 24', 54' |

| Феєнорд, Роттердам Глядачів: 43,500 Арбітр: Альберто Ундіано Мальєнко (Іспанія) |

| 1 листопада 2017 20:45 |

| Наполі                           | 2–4      | Манчестер Сіті                                    |
| -------------------------------- | -------- | ------------------------------------------------- |
| Інсіньє 21' Жоржиньйо 62' (пен.) | Протокол | Отаменді 34' Стоунс 48' Агуеро 69' Стерлінг 90+2' |

| Сан-Паоло, Неаполь Глядачів: 44,483 Арбітр: Фелікс Брих (Німеччина) |

| 1 листопада 2017 20:45 |

| Шахтар                       | 3–1      | Феєнорд       |
| ---------------------------- | -------- | ------------- |
| Феррейра 14' Марлос 17', 68' | Протокол | Йоргенсен 12' |

| ОСК Металіст, Харків Глядачів: 24,570 Арбітр: Анастасіос Сідіропулос (Греція) |

| 21 листопада 2017 20:45 |

| Манчестер Сіті | 1–0      | Феєнорд |
| -------------- | -------- | ------- |
| Стерлінг 88'   | Протокол |         |

| Сіті оф Манчестер, Манчестер Глядачів: 43,548 Арбітр: Іван Кружляк (Словаччина) |

| 21 листопада 2017 20:45 |

| Наполі                                 | 3–0      | Шахтар |
| -------------------------------------- | -------- | ------ |
| Інсіньє 56' Зелінський 81' Мертенс 83' | Протокол |        |

| Сан-Паоло, Неаполь Глядачів: 10,573 Арбітр: Дамир Скомина (Словенія) |

| 6 грудня 2017 20:45 |

| Феєнорд                      | 2–1      | Наполі        |
| ---------------------------- | -------- | ------------- |
| Йоргенсен 33' Сен Жюст 90+1' | Протокол | Зелінський 2' |

| Феєнорд, Роттердам Глядачів: 36,500 Арбітр: Майкл Олівер (Англія) |

| 6 грудня 2017 20:45 |

| Шахтар                  | 2–1      | Манчестер Сіті      |
| ----------------------- | -------- | ------------------- |
| Бернард 26' Ісмаїлі 32' | Протокол | Агуеро 90+2' (пен.) |

| ОСК Металіст, Харків Глядачів: 33,154 Арбітр: Бенуа Бастьєн (Франція) |

### Група G
| Поз | Команда    | І | В | Н | П | ГЗ | ГП | РГ  | О  | Кваліфікація  |  | БЕШ | ПОР | РБЛ | МОН |
| --- | ---------- | - | - | - | - | -- | -- | --- | -- | ------------- |  | --- | --- | --- | --- |
| 1   | Бешікташ   | 6 | 4 | 2 | 0 | 11 | 5  | +6  | 14 | У плей-оф     |  | —   | 1–1 | 2–0 | 1–1 |
| 2   | Порту      | 6 | 3 | 1 | 2 | 15 | 10 | +5  | 10 | У плей-оф     |  | 1–3 | —   | 3–1 | 5–2 |
| 3   | РБ Лейпциг | 6 | 2 | 1 | 3 | 10 | 11 | −1  | 7  | У Лігу Європи |  | 1–2 | 3–2 | —   | 1–1 |
| 4   | Монако     | 6 | 0 | 2 | 4 | 6  | 16 | −10 | 2  |               |  | 1–2 | 0–3 | 1–4 | —   |

| 13 вересня 2017 20:45 |

| РБ Лейпциг   | 1–1      | Монако       |
| ------------ | -------- | ------------ |
| Форсберг 33' | Протокол | Тілеманс 34' |

| Ред Булл Арена, Лейпциг Глядачів: 40,068 Арбітр: Майкл Олівер (Англія) |

| 13 вересня 2017 20:45 |

| Порту          | 1–3      | Бешікташ                        |
| -------------- | -------- | ------------------------------- |
| Тошич 21' (аг) | Протокол | Таліска 13' Тосун 28' Бабел 86' |

| Драгау, Порту Глядачів: 42,429 Арбітр: Ентоні Тейлор (Англія) |

| 26 вересня 2017 20:45 |

| Бешікташ              | 2–0      | РБ Лейпциг |
| --------------------- | -------- | ---------- |
| Бабел 11' Таліска 43' | Протокол |            |

| Водафон Парк, Стамбул Глядачів: 36,641 Арбітр: Сергій Карасьов (Росія) |

| 26 вересня 2017 20:45 |

| Монако | 0–3      | Порту                      |
| ------ | -------- | -------------------------- |
|        | Протокол | Абубакар 31', 69' Лаюн 89' |

| Стадіон Луї II, Монако Глядачів: 11,703 Арбітр: Славко Винчич (Словенія) |

| 17 жовтня 2017 20:45 |

| Монако      | 1–2      | Бешікташ       |
| ----------- | -------- | -------------- |
| Фалькао 30' | Протокол | Тосун 34', 54' |

| Стадіон Луї II, Монако Глядачів: 7,403 Арбітр: Милорад Мажич, Сербія |

| 17 жовтня 2017 20:45 |

| РБ Лейпциг                        | 3–2      | Порту                    |
| --------------------------------- | -------- | ------------------------ |
| Орбан 8' Форсберг 38' Огюстен 41' | Протокол | Абубакар 18' Маркано 44' |

| Ред Булл Арена, Лейпциг Глядачів: 41,496 Арбітр: Паоло Тальявенто (Італія) |

| 1 листопада 2017 18:00 |

| Бешікташ         | 1–1      | Монако      |
| ---------------- | -------- | ----------- |
| Тосун 54' (пен.) | Протокол | Лопеш 45+1' |

| Водафон Парк, Стамбул Глядачів: 39,346 Арбітр: Паоло Тальявенто (Італія) |

| 1 листопада 2017 20:45 |

| Порту                               | 3–1      | РБ Лейпциг |
| ----------------------------------- | -------- | ---------- |
| Еррера 13' Данілу 61' Перейра 90+3' | Протокол | Вернер 48' |

| Драгау, Порту Глядачів: 41,616 Арбітр: Овідіу Гацеган (Румунія) |

| 21 листопада 2017 18:00 |

| Бешікташ    | 1–1      | Порту      |
| ----------- | -------- | ---------- |
| Таліска 41' | Протокол | Феліпе 29' |

| Водафон Парк, Стамбул Глядачів: 36,919 Арбітр: Антоніо Матео Лаос (Іспанія) |

| 21 листопада 2017 20:45 |

| Монако      | 1–4      | РБ Лейпциг                                       |
| ----------- | -------- | ------------------------------------------------ |
| Фалькао 43' | Протокол | Жемерсон 6' (аг) Вернер 9', 31' (пен.) Кейта 45' |

| Стадіон Луї II, Монако Глядачів: 9,029 Арбітр: Альберто Ундіано Мальєнко (Іспанія) |

| 6 грудня 2017 20:45 |

| РБ Лейпциг | 1–2      | Бешікташ                       |
| ---------- | -------- | ------------------------------ |
| Кейта 87'  | Протокол | Негредо 10' (пен.) Таліска 90' |

| Ред Булл Арена, Лейпциг Глядачів: 42,558 Арбітр: Віктор Кашшаї (Угорщина) |

| 6 грудня 2017 20:45 |

| Порту                                                    | 5–2      | Монако                      |
| -------------------------------------------------------- | -------- | --------------------------- |
| Абубакар 9', 33' Брагімі 45' Алекс Теллес 65' Соарес 88' | Протокол | Глік 61' (пен.) Фалькао 78' |

| Драгау, Порту Глядачів: 42,509 Арбітр: Йонас Ерікссон, Швеція |

### Група H
| Поз | Команда             | І | В | Н | П | ГЗ | ГП | РГ  | О  | Кваліфікація  |  | ТОТ | РЕА | БОР | АПО |
| --- | ------------------- | - | - | - | - | -- | -- | --- | -- | ------------- |  | --- | --- | --- | --- |
| 1   | Тоттенгем Готспур   | 6 | 5 | 1 | 0 | 15 | 4  | +11 | 16 | У плей-оф     |  | —   | 3–1 | 3–1 | 3–0 |
| 2   | Реал Мадрид         | 6 | 4 | 1 | 1 | 17 | 7  | +10 | 13 | У плей-оф     |  | 1–1 | —   | 3–2 | 3–0 |
| 3   | Боруссія (Дортмунд) | 6 | 0 | 2 | 4 | 7  | 13 | −6  | 2  | У Лігу Європи |  | 1–2 | 1–3 | —   | 1–1 |
| 4   | АПОЕЛ               | 6 | 0 | 2 | 4 | 2  | 17 | −15 | 2  |               |  | 0–3 | 0–6 | 1–1 | —   |

1. 1 2  Head-to-head results: APOEL 1–1 Borussia Dortmund, Borussia Dortmund 1–1 APOEL (tied on head-to-head results, ranked on total goal difference).

| 13 вересня 2017 20:45 |

| Реал Мадрид                       | 3–0      | АПОЕЛ |
| --------------------------------- | -------- | ----- |
| Роналду 12', 51' (пен.) Рамос 61' | Протокол |       |

| Сантьяго Бернабеу, Мадрид Глядачів: 71,060 Арбітр: Бенуа Бастьєн (Франція) |

| 13 вересня 2017 20:45 |

| Тоттенгем Готспур            | 3–1      | Боруссія (Дортмунд) |
| ---------------------------- | -------- | ------------------- |
| Сон Хин Мін 4' Кейн 15', 60' | Протокол | Ярмоленко 11'       |

| Вемблі, Лондон Глядачів: 67,343 Арбітр: Джанлука Роккі (Італія) |

| 26 вересня 2017 20:45 |

| Боруссія (Дортмунд) | 1–3      | Реал Мадрид               |
| ------------------- | -------- | ------------------------- |
| Обамеянг 54'        | Протокол | Бейл 18' Роналду 50', 79' |

| Вестфаленштадіон, Дортмунд Глядачів: 65,849 Арбітр: Бйорн Кейперс, Нідерланди |

| 26 вересня 2017 20:45 |

| АПОЕЛ | 0–3      | Тоттенгем Готспур  |
| ----- | -------- | ------------------ |
|       | Протокол | Кейн 39', 62', 67' |

| ГСП, Нікосія Глядачів: 16,324 Арбітр: Павел Краловець (Чехія) |

| 17 жовтня 2017 20:45 |

| АПОЕЛ    | 1–1      | Боруссія (Дортмунд) |
| -------- | -------- | ------------------- |
| Поте 62' | Протокол | Папастатопулос 67'  |

| ГСП, Нікосія Глядачів: 15,604 Арбітр: Олексій Кульбаков (Білорусь) |

| 17 жовтня 2017 20:45 |

| Реал Мадрид     | 1–1      | Тоттенгем Готспур |
| --------------- | -------- | ----------------- |
| Роналду 43пен.' | Протокол | Варан 28' (аг)    |

| Сантьяго Бернабеу, Мадрид Глядачів: 76,589 Арбітр: Шимон Марциняк (Польща) |

| 1 листопада 2017 20:45 |

| Боруссія (Дортмунд) | 1–1      | АПОЕЛ    |
| ------------------- | -------- | -------- |
| Геррейру 29'        | Протокол | Поте 51' |

| Вестфаленштадіон, Дортмунд Глядачів: 64,500 Арбітр: Матей Юг (Словенія) |

| 1 листопада 2017 20:45 |

| Тоттенгем Готспур         | 3–1      | Реал Мадрид |
| ------------------------- | -------- | ----------- |
| Аллі 27', 56' Еріксен 65' | Протокол | Роналду 80' |

| Вемблі, Лондон Глядачів: 83,782 Арбітр: Джюнейт Чакир (Туреччина) |

| 21 листопада 2017 20:45 |

| АПОЕЛ | 0–6      | Реал Мадрид                                             |
| ----- | -------- | ------------------------------------------------------- |
|       | Протокол | Модрич 23' Бензема 39', 45+1' Начо 41' Роналду 49', 54' |

| ГСП, Нікосія Глядачів: 19,705 Арбітр: Артур Соареш Діаш (Португалія) |

| 21 листопада 2017 20:45 |

| Боруссія (Дортмунд) | 1–2      | Тоттенгем Готспур        |
| ------------------- | -------- | ------------------------ |
| Обамеянг 31'        | Протокол | Кейн 49' Сон Хин Мін 76' |

| Вестфаленштадіон, Дортмунд Глядачів: 65,849 Арбітр: Клеман Тюрпен (Франція) |

| 6 грудня 2017 20:45 |

| Реал Мадрид                        | 3–2      | Боруссія (Дортмунд) |
| ---------------------------------- | -------- | ------------------- |
| Майораль 8' Роналду 12' Васкес 81' | Протокол | Обамеянг 43', 49'   |

| Сантьяго Бернабеу, Мадрид Глядачів: 73,323 Арбітр: Павел Краловець (Чехія) |

| 6 грудня 2017 20:45 |

| Тоттенгем Готспур                       | 3–0      | АПОЕЛ |
| --------------------------------------- | -------- | ----- |
| Льоренте 20' Сон Хин Мін 37' Н'Куду 80' | Протокол |       |

| Вемблі, Лондон Глядачів: 42,679 Арбітр: Славко Винчич (Словенія) |